# Иринарх Ростовски
Иринарх Ростовски (Иринарх Борисоглебски, Иринарх Пустињак, рођ. Иља Акиндинович; 1548, село Кондаково, Ростовски округ (данас Ростовски округ Јарославске области - 13. јануар 1616) - преподобни Руске православне цркве, пустињак Ростовског Борисоглебског манастира на Усти.
У православним црквама  помиње се 13. (26.) јануара и 23. маја (5. јуна) Саборном храму Ростовских светих.

## Живот
Монах Иринарх, пустињак из Ростова, рођен је у сељачкој породици у селу Кондаково Ростовског округа, Замосковски крај. До тридесете године бавио се трговином, а затим је примио монашки постриг у Ростовско Борисоглебском манастиру. У њему је примио завет затворништва и више од 30 година није прекидао. Због сукоба са игуманом, који је одредио неподношљива послушања, Иринарх је био приморан да напусти Борисоглебски манастир годину дана и живео је у Авраамијевском богојављенском манастиру, где је постављен за подрумара. Тада се Иринарх вратио у свој манастир и наставио своје подвижничке и духовне подвиге.
Иринарху су по благослов долазиле многе истакнуте личности Русије тог времена. Михаил Скопин-Шујски дођао је по благослов 1609. године, Иринарх га је благословио просфором, крстом и саветовао: „Усуди се, и Бог ће ти помоћи!“. Организатори народне милиције Дмитриј Пожарски и Кузма Минин такође, су били код њега на благослову.
Још за живота Иринарх је пронашао оданог ученика, монаха Александра, који је написао житије свог учитеља. Непосредно пре смрти, Иринарх је позвао своје ученике Александра и Корнелија и, давши им последња упутства, умро.
Мошти Светог Иринарха налазе се у Ростовском Борисоглебском манастиру.
Од 1997. године, сваке године пред помен пророка Илије, врши се литија од Борисоглебског манастира до извора монаха Иринарха у његовом завичају код села Кондакова, 40 км од манастира; током литије ходочасници се смењују носећи монашке окове.